# Пежо тип 176
Пежо тип 176 (фр. Peugeot Type 176) је био аутомобил произведен између 1925. и 1928. године од стране француског произвођача аутомобила Пежо у њиховој фабрици у Иси ле Мулиноу. У том периоду је произведено 1512 јединица.
Аутомобил покреће четвороцилиндрични, четворотактни мотор запремине 2493 cm³ и снаге 55 КС. Мотор је смештен напред и преко карданског преноса давао је погон на задње точкове. Максимална брзина овог модела била је 110 км/ч.
Међуосовинско растојање је 3252 мм, размак точкова 1370 мм напред а 1380 мм позади, дужина возила је 4342 мм, ширина возила 1650 мм и висина 1820 мм. Каросерија је торпедо, торпедо гранд спорт, лимузина, купе и кабриолет са местом за две до шест особа.
Овај модел аутомобила се појавио у филму Поноћ у Паризу.